# Пам'ятник Тарасові Шевченку (Миргород)

Пам'ятник Тарасові Шевченку в Миргороді, травень 2010 року

Пам'ятник Тарасу Григоровичу Шевченку в Миргороді — пам'ятник великому українському поетові, митцю і мислителю Тарасу Григоровичу Шевченку в місті Миргороді Полтавської області, є копією московського монумента Кобзареві.

## Загальна інформація
Пам'ятник встановлено в центрі міста — на розі вулиць Гоголя та Шевченка.
Роботи по спорудженню пам'ятника виконано групою студентів-дипломників Миргородського керамічного технікуму на чолі з Л. П. Статкевичем.
Відкриття пам'ятника відбулося в 1971 році, тобто у рік 110-х роковин смерті Кобзаря.

## Опис
Миргородський пам'ятник Шевченку є копією пам'ятника поетові у столиці Росії місті Москві (автори — скульптори М. Грицюк, Ю. Синькевич, А. Фуженко та архітектори А. Сницарев і Ю. Чеканюк; 1964).
Являє собою залізобетонну скульптуру Тараса Шевченка на повний зріст (3,0 х 1,5 х 0,75 м), встановлену на постаменті з бутового каменю (2,0 х 1,3 х 3,3 м).